# Pentanisia longipedunculata
Pentanisia longipedunculata är en måreväxtart som beskrevs av Bernard Verdcourt. Pentanisia longipedunculata ingår i släktet Pentanisia och familjen måreväxter. Inga underarter finns listade i Catalogue of Life.